# Wolwelange
Wolwelange (luxembourgeois : Wolwen, allemand : Wolwelingen) est un village luxembourgeois de l'ancienne commune de Perlé, situé dans la commune de Rambrouch dans le canton de Redange.